# Pontarachna ottoi
Pontarachna ottoi is een mijtensoort uit de familie van de Pontarachnidae. De wetenschappelijke naam van de soort is voor het eerst geldig gepubliceerd in 1998 door Harvey.